# Pycina zelys
Pycina zelys är en fjärilsart som beskrevs av Frederick DuCane Godman och Osbert Salvin 1884. Pycina zelys ingår i släktet Pycina och familjen praktfjärilar. Inga underarter finns listade i Catalogue of Life.